# Bruce Anderson (produttore cinematografico)
Bruce Anderson (...) è un produttore cinematografico statunitense e direttore di produzione per la Skydance Animation.

## Biografia
Prima di entrare in Skydance, Bruce ha lavorato presso i Blue Sky Studios dove ha prodotto diversi film, tra cui i film candidati all'Oscar Ferdinand e Rio, nonché Rio 2 - Missione Amazzonia (Rio 2) e Ortone e il mondo dei Chi (Dr. Seuss' Horton Hears a Who!).
Durante la sua permanenza ai Blue Sky Studios, è stato anche vicepresidente e direttore generale dello studio e direttore di produzione di L'era glaciale 2 - Il disgelo (Ice Age: The Meltdown). 
Prima di approdare alla Blue Sky, Bruce ha lavorato alla come assistente di produzione ai Walt Disney Animation Studios su diversi progetti, tra cui Mulan, Tarzan, Le follie dell'imperatore (The Emperor's New Groove), Lilo & Stitch e Koda, fratello orso (Brother Bear). 
Il 10 maggio 2024 viene e promosso a direttore di produzione per la Skydance Animation.

## Filmografia

### Lungometraggi
- Ortone e il mondo dei Chi (Dr. Seuss' Horton Hears a Who!), regia di Jimmy Hayward e Steve Martino (2008)
- Rio, regia di Carlos Saldanha (2011)
- Rio 2 - Missione Amazzonia (Rio 2), regia di Carlos Saldanha (2014)
- Ferdinand, regia di Carlos Saldanha (2017)
- Spellbound - L’incantesimo (Spellbound), regia di Vicky Jenson (2024)

### Serie animate
- WondLa - serie animata, 7 episodi (2024)

### Direttore di produzione
- L'era glaciale 2 - Il disgelo (Ice Age: The Meltdown), regia di Carlos Saldanha (2006)

### Assistente di produzione
- Mulan, regia di Tony Bancroft e Barry Cook (1998)
- Tarzan, regia di Chris Buck e Kevin Lima (1999)
- Le follie dell'imperatore (The Emperor's New Groove), regia di Mark Dindal (2000)
- Lilo & Stitch (Lilo & Stich), regia di Dean DeBlois, Chris Sanders (2002)

## Riconoscimenti

### Producers Guild of America Awards
- 2018 - Candidatura per miglior produttore in un film d'animazione per Ferdinand

### Premio BAFTA
- 2014 - Candidatura per miglior film (Premio dei Bambini) per Rio 2 - Missione Amazzonia (Rio 2)